# 岡田信弥
岡田 信弥（おかだ しんや）は、日本のゲームミュージック作曲家、サウンドディレクター、キーボーディスト。関西大学卒。2002年カプコン入社。

## 作品
- ロックマンX7 (PS2)
- ロックマンX8 (PS2)
- ロックマンX コマンドミッション (PS2、GC)
- DEMENTO (PS2)
- イレギュラーハンターX (PSP)
- モンスターハンター2 (PS2)
- 宝島Z バルバロスの秘宝 (Wii)
- デッドライジング ゾンビのいけにえ (Wii) - Sound Manager
- バイオハザード5 (PS3、Xbox 360、Windows) - Sound Manager
- モンスターハンター3 (Wii) - Sound Manager
- ロスト プラネット 2 (PS3、Xbox 360、Windows) - Audio Producer
- モンスターハンターポータブル 3rd (PSP) - Audio Producer
- 謎惑館 〜音の間に間に〜 (3DS) - Sound Director
- Dragon's Dogma: Dark Arisen (PS3、Xbox 360) - Sound Director
- ダンジョン&ドラゴンズ -ミスタラ英雄戦記- (PS3) - Audio Producer

## ディスコグラフィ
- ロックマンX7 オリジナルサウンドトラック
- ロックマンX コマンドミッション オリジナル・サウンドトラック
- ロックマンX8 オリジナル・サウンドトラック
- DEMENTO オリジナル・サウンドトラック
- モンスターハンター2 サントラブック Vol.1 ジャンボ村の歌
- モンスターハンター2 サントラブック VOL.2 ドンドルマの旋律
- モンスターハンター 狩猟音楽集 ～3周年記念ベストトラック～
- モンスターハンター オルゴール アレンジアルバム
- イレギュラーハンターX/ロックマンロックマン オリジナル・サウンドトラック
- モンスターハンター狩猟音楽集3 ～モンスターハンターポータブル3rd＆レアトラック～
- モンスターハンター 狩猟音楽集 スペシャルパック
- MONSTER HUNTER 2004-2012[LIFE]
- ロックマンX サウンドBOX